# Nothin' On You
"Nothin' On You" er første single fra B.o.B's debutalbum, B.o.B Presents: The Adventures of Bobby Ray. Sangen har sangeren Bruno Mars som feature. En officiel remix-version af denne sang blev præsenteret af Big Boi fra Outkast og debuterede den 21. marts 2010. Sangen blev igen indspillet med vokaler af den koreansk-amerikanske Jay Park. Singlen blev udgivet i Sydkorea den 16. juni 2010 på forskellige koreanske digitale musikhjemmesider.

## Hitlister
| Liste (2010)         | Højeste placering |
| -------------------- | ----------------- |
| Radio Airplay-listen | 6                 |
| Tracklisten          | 24                |